# Nguyễn Quang Minh
Nguyễn Quang Minh (* 16. Dezember 1982) ist ein vietnamesischer Badmintonspieler. 

## Karriere
Nguyễn Quang Minh wurde 2007 vietnamesischer Meister im Herrendoppel mit Nguyễn Tiến Minh. International nahm er 2006 an den Asienspielen und 2007 an den Südostasienspielen teil. 2006 startete er auch bei den Badminton-Weltmeisterschaften. Seine beste Platzierung erreichte er mit Platz 5 im Herrendoppel bei den Südostasienspielen 2007. Später wechselte er als Spieler in die USA und gewann dort 2010 und 2011 insgesamt fünf Titel bei den Boston Open.

## Referenzen
- Nguyễn Quang Minh beim Badminton-Weltverband

| Personendaten    | Personendaten                    |
| ---------------- | -------------------------------- |
| NAME             | Nguyễn, Quang Minh               |
| KURZBESCHREIBUNG | vietnamesischer Badmintonspieler |
| GEBURTSDATUM     | 16. Dezember 1982                |